# Veicoli militari Land Rover

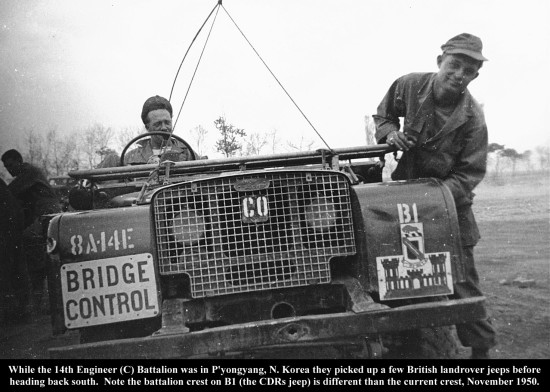
Land Rover Series I in versione militare

I veicoli militari Land Rover sono una serie di automezzi destinati all'uso bellico derivati dalla produzione civile della casa britannica Rover prima e in seguito Land Rover.
Il fuoristrada inglese, costruito dal 1948 in poi, è stato adoperato come base per molti mezzi del British Army: infatti, sebbene il veicolo studiato per l'esercito inglese fosse l'Austin Champ, il Land Rover si impose per costi minori e maggior semplicità di manutenzione. Tra i tanti Land Rover alcuni erano versioni particolari, come il "Forward Control Model 101-inch", il Land Rover 1/2 ton "Lightweight", e l'ambulanza FV18067.
Una versione è anche la base del "Shorland Internal Security Patrol Vehicle" sviluppato dalla Short Brothers.
Dal 1994 il Defender è utilizzato dall'esercito britannico con il nome di "Land Rover Wolf".

## I Land Rover militari prodotti

### Land Rover 101 Forward Control

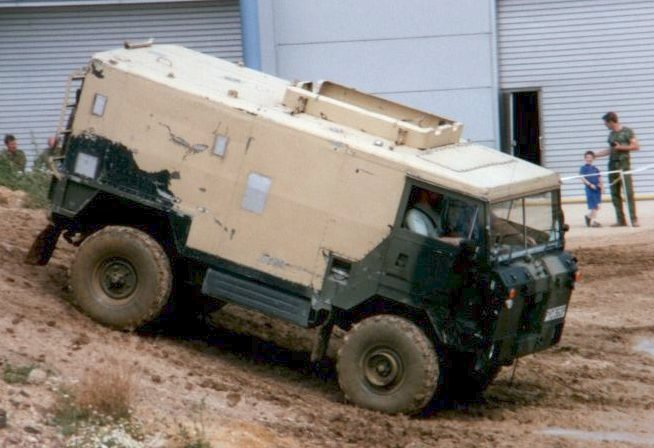
Land Rover 101 Forward Control

Il veicolo 4x4 da trasporto leggero Land Rover da 1,5 tonnellate, Land Rover 101 Forward Control, è stato ideato a metà anni sessanta per trainare artiglierie leggere e eseguire compiti di trasporto che il Land Rover a passo lungo non sarebbe stato sufficiente ad eseguire.
Riesce a trasportare un carico utile di 1,0 tonnellata su terreno vario oppure traina 1,5 tonnellate. Entrò in produzione nel 1975. Dato che è un veicolo per uso esclusivamente militare, è stato costruito in meno esemplari del suo famoso predecessore. Di solito viene usato per trainare i cannoni da 105 mm e il sistema di missili SAM Rapier. È disponibile anche in versione ambulanza, veicolo per le comunicazioni e veicolo per la guerra elettronica.

### Land Rover 1/2 ton "Lightweight"

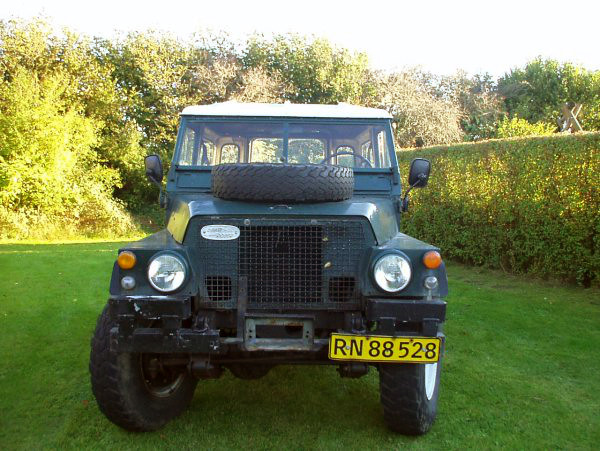
Un "Half Ton"

Il Land Rover "Half Ton" o "Lightweight" era una versione speciale del Land Rover 88 della seconda e successivamente della terza serie in dotazione all'esercito britannico. La sua peculiarità era il peso contenuto per poter essere aviotrasportato. La classe di trasporto rientrava nel 0,51 tonnellate, da qui il nome. Dotata di motori a benzina da 2300 cc, che erogano 56 kW (76 CV; 75 hp), possiede la trazione integrale inseribile, le marce ridotte, ha quattro marce (di cui solo la III e la IV sono sincronizzate), dispone di sette posti. Una piccola curiosità; la griglia in ferro del radiatore veniva smontata e utilizzata come griglia per il barbecue dai coscritti.

#### Storia
Il British Army richiese un veicolo che potesse essere trasportato per via aerea fino alla prima linea. Il peso massimo di questo mezzo non doveva superare il carico massimo consentito dell'elicottero Westland Wessex, che all'epoca era il principale elicottero da trasporto della forza armata. Pertanto il veicolo doveva mantenersi entro i 1 140 kg (2 510 libbre) per poter essere trasportato per mezzo dei ganci esterni dell'elicottero.
La più piccola versione della Land Rover allora disponibile era la 88 Series IIA che aveva un interasse di 2 235 mm (88,0 pollici). Il veicolo però era troppo pesante ma servì da base per la realizzazione del modello Lightweight (peso leggero). Per ridurne il peso furono eliminati tutti quei componenti che non erano strettamente necessari al funzionamento del veicolo quali, tra gli altri, la ruota di scorta e il paraurti anteriore. Il parabrezza, le portiere e il lunotto posteriore furono sostituiti con elementi più semplici e facili da rimuovere. Per poter caricare la vettura sui pallet standard venne ridotta la larghezza accorciando gli assi delle ruote. Il peso finale, 1 202 kg (2 650 libbre), però rimaneva superiore al peso massimo trasportabile. Si procedette quindi ad un ulteriore alleggerimento eliminando tutte le componenti che potevano essere rimosse della carrozzeria. Con questo secondo intervento la vettura scese sotto il peso limite.

#### Produzione
La produzione della Series IIA Lightweight iniziò nel 1968 e si concluse nel 1972 quando venne sostituita da una analoga versione ma ottenuta partendo dalla Series III. La modifica principale era costituita dallo spostamento dei fari, come avvenuto per la versione civile, da sotto la calandra ai parafanghi. La Series III Lightweight rimase in produzione fino al 1984 quando, nel mercato civile, comparvero i modelli 90 e 110.
Oltre all'esercito britannico la vettura fu esportata in altri 20 paesi. Il modello LHD è usato nelle operazioni NATO sia dall'esercito britannico che da quello dei Paesi Bassi.

#### Versioni particolari della Lighweight
Alcune Lighweight furono dotate di motore diesel. Su altre venne montato un impianto elettrico a 24 V per permettere il funzionamento delle radio. Su alcune Lightweight venne montato il cannone anticarro senza rinculo da 106 mm.
La versione per l'esercito dei Paesi Bassi si distingue per le luci di stop e quelle posteriori modificate. Inoltre le frecce anteriori sono montate sopra i parafanghi e non in posizione frontale.

### Pink Panthers
Ben prima della Guerra del golfo le SAS utilizzarono delle Land Rover armate con varie mitragliatrici, estremamente valide e stranamente simili alle camionette usate dagli LRDG durante la seconda guerra mondiale. Negli anni 1965/70 questi mezzi erano verniciati di rosa per confondersi con la sabbia del deserto del Corno d'Africa, e per questo vennero soprannominate "Pink Panthers" (Pantere rosa).

### Land Rover Wolf
Il Land Rover Wolf è la versione militare del Defender in servizio alle forze armate britanniche.
Il Wolf era il nome usato dalla Land Rover per soddisfare le richieste del British Army su una serie di veicoli. Il nome non è ufficialmente usato dal Ministero della Difesa Britannico, ma adottato dai soldati come termine generico: si tratta dell'acronimo di "Wheel On Left Flank", per il fatto che la ruota di scorta viene fissata sul lato sinistro della carrozzeria.
Il nome usato dal Ministero era MoD: Higher Specification (HS) o Land Rover Ltd: eXtra Duty (XD) e ce ne sono 23 varianti.
Il termine "Wolf" non va confuso con il Mercedes-Benz Classe G Wolf.

#### Eserciti forniti
Ecco gli eserciti equipaggiati dal Defender:
- Albania
- Italia
- Brasile
- Rep. Ceca
- Indonesia
- Malta
- Paesi Bassi
- Serbia
- Pakistan
- Svezia
- Singapore
- Regno Unito
- Turchia - prodotto su licenza dalla OTOKAR